# 安东尼亚第环形山
安东尼亚第环形山（Antoniadi）是位于月球背面南极-艾托肯盆地内的一座大撞击坑，约形成于38-32亿年前的晚雨海世，其名称取自出生于小亚细亚的希腊裔法籍天文学家欧仁·米歇尔·安东尼亚第（1870年-1944年），1970年被国际天文学联合会批准接受。

## 描述

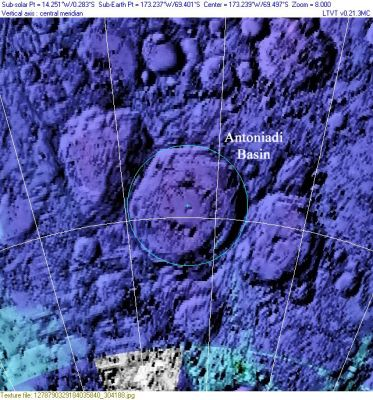
克莱门汀号光学雷达拍摄的图像

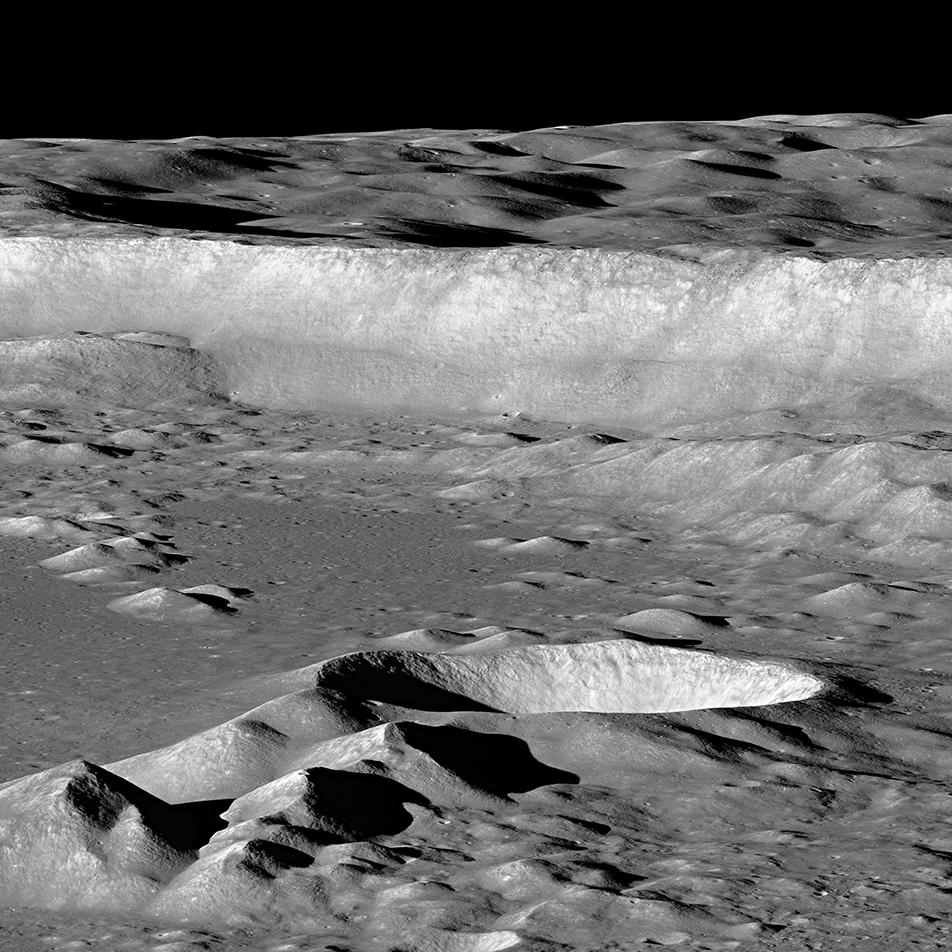
月球勘测轨道飞行器拍摄的安东尼亚第环形山坑内侧视图

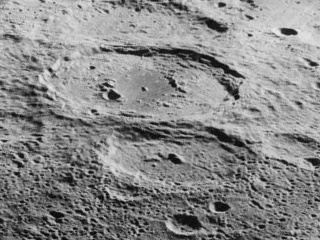
安东尼亚第环形山（上）和努梅罗夫环形山（下）西向斜视图，月球轨道器5号拍摄。

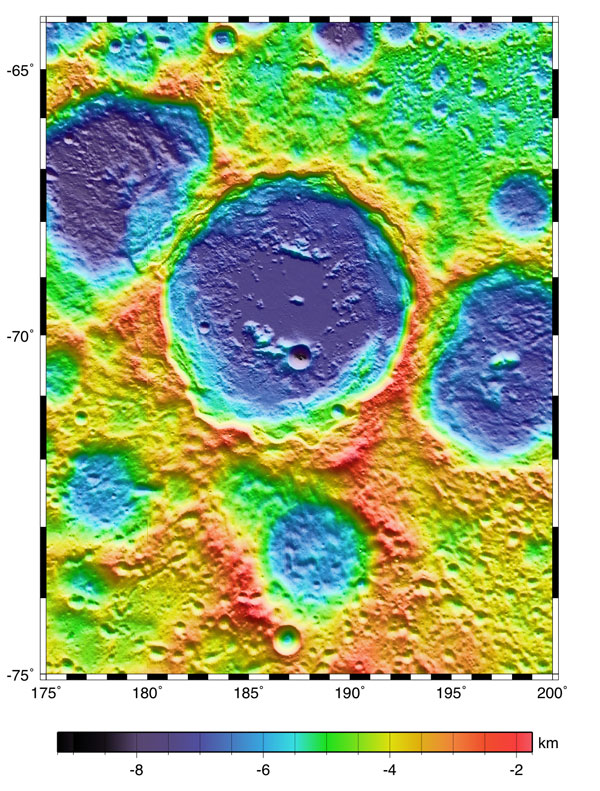
根据月球勘测轨道飞行器高度计数据所绘制的可视图

该陨坑西北和东侧分别重叠在更古老的米奈尔环形山的东南壁及努梅罗夫环形山的西侧壁上，南面则横亘了较小的布拉希尔环形山。该陨坑中心月面坐标为69°18′S 173°04′W / 69.3°S 173.06°W，直径137.92公里，表面平均深度约4至4.5公里。
根据日本辉夜姬号卫星上所安装激光高度计测得的数据显示，安东尼亚第环形山坑底位于月表水平面（从月球中心点至月球平均距离，即1737.4公里）下9120米，为月球上最深之处。从这一点看，该陨坑形成时所抛射出的喷发物极有可能为月壳下层基岩或上层地幔。因此，对该陨坑岩石的采样和研究极具重要意义。
安东尼亚第环形山外观轮廓大体圆状，坑口边缘参差凹凸，坑壁略有磨损，但边缘范围清晰，沿内侧壁分布有阶地状结构，南段部分嵌入有一座小撞击坑。该环形山坑壁最大高出周边地形1690米，内部容积约20850立方千米。
安东尼亚第环形山是月球背面少数几座同心环月坑之一，坑内有一圈直径约为外环直径一半的内环壁。其形状南、北二侧类似残碎、崎岖的山脊，其中北段坑壁上的一些壁峰高出坑底约1600-2200米。西侧部分几乎完全消失，而东侧只剩为一系列低矮的小山丘，坑内地表非常平坦，坐落有一座高约1100米，底部直径34.47公里的中央峰。内、外环之间地表极为粗糙坎坷，靠南部可看到有一座醒目的杯状坑

## 另请参阅
- Andersson, L. E.; Whitaker, E. A. . NASA RP-1097. 1982.
- Blue, Jennifer. . USGS. July 25, 2007  [2007-08-05]. （原始内容存档于2019-12-13）.
- Bussey, B.; Spudis, P. . New York: Cambridge University Press. 2004. ISBN 978-0-521-81528-4.
- Cocks, Elijah E.; Cocks, Josiah C. . Tudor Publishers. 1995. ISBN 978-0-936389-27-1.
- McDowell, Jonathan. . Jonathan's Space Report. July 15, 2007  [2007-10-24]. （原始内容存档于2019-06-21）.
- Menzel, D. H.; Minnaert, M.; Levin, B.; Dollfus, A.; Bell, B. . Space Science Reviews. 1971, 12 (2): 136–186. Bibcode:1971SSRv...12..136M. doi:10.1007/BF00171763.
- Moore, Patrick. . Sterling Publishing Co. 2001. ISBN 978-0-304-35469-6.
- Price, Fred W. . Cambridge University Press. 1988. ISBN 978-0-521-33500-3.
- Rükl, Antonín. . Kalmbach Books. 1990. ISBN 978-0-913135-17-4.
- Webb, Rev. T. W.  6th revised. Dover. 1962. ISBN 978-0-486-20917-3.
- Whitaker, Ewen A. . Cambridge University Press. 1999. ISBN 978-0-521-62248-6.
- Wlasuk, Peter T. . Springer. 2000. ISBN 978-1-85233-193-1.